# زنبق لوله‌کاسه‌ای
زنبق لوله‌کاسه‌ای (نام علمی: Iris macrosiphon) نام یک گونه از سرده زنبق است.